# Togliatti Challenger 2000
Il Togliatti Challenger 2000 è stato un torneo di tennis facente parte della categoria ATP Challenger Series nell'ambito dell'ATP Challenger Series 2000. Il torneo si è giocato a Togliatti in Russia dal 7 al 13 agosto 2000 su campi in cemento.

## Vincitori

### Singolare
Vadim Kucenko ha battuto in finale  Igor' Kunicyn con il punteggio di 6–4, 6–1

### Doppio
Dušan Vemić /  Lovro Zovko hanno battuto in finale  Ion Moldovan /  Jurij Ščukin con il punteggio di 6–4, 6–4